# 高增
高增（1881年—1943年），字卓庵，号澹安，别号觉佛、秋士、佛子、大雄等，晚清民国作家、诗人、女权主义者、出版家。出生于金山高氏家族，与高旭、高吹万、姚光、高平子均出于一家。

## 生平
江苏省金山县（今上海市金山区）张堰人。与高旭（兄），高燮（叔）并称为高家“一门三俊”。
清朝光绪二十九年（1903年），在家乡与高旭（兄），高燮（叔）一同创办觉民社，旨在唤起民众觉醒意识，抨击帝国主义列强侵略中华及晚清的腐朽政治，鼓吹民权与进步。高氏三人并一同创办有社刊《觉民》，高增亦撰写发表有不少文章。

## 代表著作
诗词类：
- 《自怡轩诗草》
- 《澹安诗存》
- 《啸天庐词存》

短剧：
- 《女英雄传奇》
- 《女中华》
- 《侠客传奇》
- 《人天恨》
- 《血海恨》